# Innocent Mdledle
Innocent Mdledle (* 11. Dezember 1985 in Matatiele) ist ein südafrikanischer Fußballspieler.

## Karriere
Mdledle spielte in der Saison 2004/05 beim Drittligisten People’s Bank Spurs, mit dem ihm der Aufstieg in die zweitklassige Mvela Golden League gelang. Nach Saisonende wechselte der Linksverteidiger zum traditionsreichen Erstligisten Orlando Pirates, bei dem er sich bereits in seiner ersten Profisaison durchsetzen konnte. Seine Leistungen steigerten sich in der Spielzeit 2006/07 nochmals und mündeten in der klubinternen Auszeichnung zum Spieler der Saison.
Nach seinem Wechsel zu den Pirates wurde Mdledle regelmäßig in der U-23-Auswahl Südafrikas eingesetzt. Mitte 2007 kam er während des COSAFA-Cups zu seinen ersten Einsätzen für die südafrikanische Nationalmannschaft. Obwohl er bei den Pirates immer wieder durch Verletzungen zurückgeworfen wurde, berief Nationaltrainer Joel Santana den zuverlässigen und kompromisslosen Abwehrspieler in das vorläufige Aufgebot für den Konföderationen-Pokal 2009.